# Thunbergia vossiana
Thunbergia vossiana är en akantusväxtart som beskrevs av Wildem.. Thunbergia vossiana ingår i släktet thunbergior, och familjen akantusväxter. Inga underarter finns listade i Catalogue of Life.